# 1912年ストックホルムオリンピックのスウェーデン選手団
1912年ストックホルムオリンピックのスウェーデン選手団（1912ねんストックホルムオリンピックのスウェーデンせんしゅだん）は、1912年5月5日から7月27日にかけてスウェーデンの首都ストックホルムで開催された1912年ストックホルムオリンピックのスウェーデン選手団、およびその競技結果。

## 概要
今大会は金メダル23個、銀メダル25個、銅メダル17個の合計65個のメダルを獲得した。

## メダル
| メダル | 選手名                                                                                       | 競技 | 種目                     |
| ------ | -------------------------------------------------------------------------------------------- | ---- | ------------------------ |
| 金     | ヒャルマル・アンデション ヨーン・エーケ ヨセフ・テルンストレーム                             | 陸上 | 男子クロスカントリー団体 |
| 金     | グスタフ・リンドブロム                                                                       | 陸上 | 男子三段跳               |
| 金     | エリック・レミング                                                                           | 陸上 | 男子やり投げ             |
| 銀     | イヴァン・メッレル チャーレス・ルーテル トゥーレ・ペーション クヌート・リンドベリ            | 陸上 | 男子4×400mリレー         |
| 銀     | トーリルド・オルソン エルンスト・ウィデ ブロル・フォック ヨン・ザンデル ニルス・フリュクバリ | 陸上 | 男子3000m団体            |
| 銀     | ヒャルマル・アンデション                                                                     | 陸上 | 男子クロスカントリー個人 |
| 銀     | イェーオリ・オーベリ                                                                         | 陸上 | 男子三段跳               |
| 銀     | フーゴ・フィースランデル                                                                     | 陸上 | 男子十種競技             |
| 銀     | チャーレス・ロンベリ                                                                         | 陸上 | 男子十種競技             |
| 銅     | ヨーン・エーケ                                                                               | 陸上 | 男子クロスカントリー個人 |
| 銅     | イェーオリ・オーベリ                                                                         | 陸上 | 男子走幅跳               |
| 銅     | エリック・アルムレーブ                                                                       | 陸上 | 男子三段跳               |
| 銅     | ベルティル・ウグラ                                                                           | 陸上 | 男子棒高跳               |
| 銅     | エミール・マグヌッソン                                                                       | 陸上 | 男子円盤両手投げ         |
| 銅     | イェスタ・ホルメル                                                                           | 陸上 | 男子十種競技             |